# Olejek neroli
Olejek neroli - olejek eteryczny otrzymywany z kwiatów pomarańczy gorzkiej, używany w średniowieczu jako perfumy w postaci wody neroli. Został wprowadzony przez księżną Neroli, a swój zapach zawdzięcza niewielkiej ilości indolu i antranilanu metylu. Jego głównymi składnikami są linalool, octan linalilu, limonen i β-pinen.